# Éric Bonneval
Éric Bonneval (Toulouse, 12 de noviembre de 1963) es un ex–jugador francés de rugby que se desempeñaba como centro. Fue internacional con Les Bleus de 1984 a 1988 y es padre de Hugo Bonneval, también jugador de rugby.

## Selección nacional
Jacques Fouroux lo convocó a Les Bleus para enfrentar a los All Blacks en junio de 1984. En total jugó 18 partidos y marcó 32 puntos, productos de ocho tries (un try valía 4 puntos).

### Participaciones en Copas del Mundo
Disputó Nueva Zelanda 1987 donde fue suplente de la leyenda Philippe Sella y por lo tanto solo jugó ante Zimbabue por la fase de grupos.
| Mundial                       | Sede          | Resultado  | PJ | Tries |
| ----------------------------- | ------------- | ---------- | -- | ----- |
| Copa Mundial de Rugby de 1987 | Nueva Zelanda | Subcampeón | 1  | 0     |

## Palmarés
- Campeón del Torneo de las Seis Naciones de 1987.
- Campeón del Top 14 de 1986 y 1987.